# Coll de Sant Pere
El Coll de Sant Pere és una collada dels contraforts nord-orientals del Massís del Canigó, a 255,6 metres d'altitud, en el terme comunal de Rodès, però molt a prop del límit amb el de Vinçà, tots dos del Conflent, a la (Catalunya del Nord).
Deu el seu nom a la propera ermita de Sant Pere de Bell-lloc, situada al nord del coll, al capdamunt del turó que domina el coll per aquell costat.
Està situat a l'extrem oest del terme comunal de Rodès.